# 毅偉商學院
毅伟商学院（英語：Ivey Business School，簡稱），通常简称为毅伟（Ivey），是西安大略大学的商学院，位于加拿大安大略省伦敦。毅伟商学院提供全日制本科（HBA）、MBA、MSc、MFE和博士课程，該學校还在多伦多和香港设有两个教学设施，用于教授EMBA和高管教育课程。

## 历史
商学院成立于1949年，当时西安大略大学创建了一個独立的工商管理学院。学校的名字來自於以Richard G. Ivey。1998年，毅伟商学院成为第一家在香港开设校园的北美商学院。

## 外部連結
- 官方网站
- IBS Asia